# Петко Кипров
Петко Господинов Кипров е български офицер от Държавна сигурност (генерал-майор).

## Биография
Петко Кипров е роден на 10 февруари 1937 година в село Медникарово, Харманлийско, като Петко Желязков – променя фамилното си име на Кипров при издаването на паспорта си. Той е единствено дете на Господин Желязков Кипров и Мата Бенишева, които притежават около 40 декара земя. Братът на баща му е полицай, двама негови братовчеди са убити от комунистите в масовия терор непосредствено след Деветосептемврийския преврат от 1944 година, а на друг родственик са национализирани няколко селскостопански машини – тези връзки стават причина за няколко проверки на лоялността му по време на кариерата му в Държавна сигурност. От друга страна след преврата баща му става член на Българската комунистическа партия (БКП), а негов братовчед е и Георги Костов, комунистически активист, който достига генералско звание в армията.
Кипров завършва основно училище в родното си село и Старозагорската мъжка гимназия, след което отива да учи право в Софийския университет „Климент Охридски“. На 2 ноември 1958 година се жени за Анка Кечеджиева, дъщеря на местен функционер на БКП в Шуменско, която по късно става съдия, като двамата имат един син. По време на следването си е активист на Димитровския комунистически младежки съюз. По собствените му думи участва активно в „разобличаване на нездравите прояви“ на свои състуденти при репресиите, последвали Унгарското въстание от 1956 година. Дипломира се през 1959 година, като междувременно отбива военната си служба по време на следването – служи два месеца в Разград през 1956 година и два месеца в София през 1958 година.
На 27 януари 1960 година Петко Кипров е назначен за следовател към народната милиция във Варна със звание лейтенант. Бързо се проявява с множество успешни следствия, главно за кражби на служители в различни предприятия и учреждения, за което на 25 април 1961 година е повишен в старши следовател. По това време става комсомолски секретар на Окръжното управление на Министерството на вътрешните работи (МВР), от 1963 година е кандидат за член на БКП. На 2 февруари 1963 година е повишен в звание старши лейтенант, а от 2 юни 1964 година е член на БКП.
От 10 май 1966 година Кипров става инспектор в отдел „Следствен“ на Дирекция „Народна милиция“ в София, като отговаря за Сливенски, Старозагорски, Бургаски и Ямболски окръг, а на 25 юни е повишен в капитан. От 1 март 1967 година е старши инспектор в 01 отделение, а от 1 март 1968 година е старши инспектор първа степен в 03 отделение на отдел „Следствен“ на МВР, което се занимава с тежки стопански престъпления. През октомври 1967 година се развежда със съпругата си, която остава да работи във Варна, след което се жени повторно за служителка на Държавна сигурност. На 2 януари 1970 година става началник на отделение в следствието на милицията.
На 19 юни 1970 година Петко Кипров е прехвърлен от следствието на милицията – необичайно за времето си преназначение – в Следствения отдел на Държавна сигурност като следовател II степен в 04 отделение (производствено). На 1 септември 1971 година е повишен в звание майор, на 1 май 1972 година в длъжност следовател III степен, а на 6 септември същата година – в длъжност старши инспектор. На 25 октомври 1972 година е прехвърлен във Второ главно управление (контраразузнаване) на Държавна сигурност и същевременно е назначен на прикритие в Министерството на външната търговия като главен икономист II степен в „Управление Кадри“. На 25 август 1973 година е върнат в следствието, сега в 07 отделение („правен анализ и оценки“).
На 20 февруари 1974 година Кипров е прехвърлен в централната администрация на МВР като заместник-началник на Отдела за подработка на документи и текущ контрол при Секретариата на министерството. На 1 септември 1976 година е повишен в подполковник, а от 27 август 1979 година е първи заместник-началник на Централното информационно-организационно управление на МВР. От 1 декември 1980 година Петко Кипров е началник на Висшата специална школа „Георги Димитров“ на МВР. На 26 май 1986 година получава научната степен доцент „за принос в развитието на оперативно-правната теория“. На 7 септември 1986 година е повишен в генерал-майор.
При разформироването на Държавна сигурност в началото на 1990 година от 14 март Петко Кипров оглавява нейния Трети самостоятелен отдел (картотека и архив), преименувано на 1 юни в Служба „Информация и архив“. На този пост той се включва активно в прочистването на архивите на Държавна сигурност от компрометиращи материали и публично се противопоставя на намерението на парламента да разсекрети досиетата на сътрудници на политическата полиция на тоталитарния комунистически режим. В началото на декември 1990 година той подава оставка в знак на протест срещу решението на парламента да изиска досиетата на депутати, сътрудничили на Шесто управление. Освободен е от ръководството на архива считано от 1 януари 1991 година, а малко след това е пенсиониран, считано от 1 юни същата година.
След пенсионирането си Кипров преподава във Варненския свободен университет „Черноризец Храбър“.
Петко Кипров умира на 13 декември 2016 година в София.

## Звания
- лейтенант от народната милиция (27 януари 1960)
- старши лейтенант от народната милиция (2 февруари 1963), предсрочно[24]
- капитан от народната милиция (25 юни 1966), предсрочно[25]
- капитан от ДС (19 юни 1970)[26]
- майор от ДС (1 септември 1971)[27]
- подполковник от ДС (1 септември 1976)[28]
- полковник от ДС – 1980
- генерал-майор от ДС (7 септември 1986)[29]

## Награди
- Орден „9 септември 1944“ II степен с мечове (1983)[19]
- Орден „9 септември 1944“ I степен с мечове (1986)[19]
- Орден „Народна република България“ II степен (9 февруари 1987; по повод 50-годишнината му)[19][30]